# Blue (álbum de The Mission)
Blue es el séptimo álbum de estudio de la banda británica de rock gótico The Mission, publicado en 1996 por el sello Sony Music. Es el último disco de la década, ya que luego de la gira promocional la banda decidió separarse.
Obtuvo el puesto 73 en la lista UK Albums Chart del Reino Unido y para promocionarlo se lanzó el tema «Coming Home» como sencillo, pero sin éxito en las listas musicales.

## Lista de canciones
Todas las canciones escritas por The Mission.

| N.º | Título                            | Duración |  |
| 1.  | «Coming Home»                     | 2:47     |  |
| 2.  | «Get Back to You»                 | 4:27     |  |
| 3.  | «Drown in Blue»                   | 4:38     |  |
| 4.  | «Damaged»                         | 4:50     |  |
| 5.  | «More than This»                  | 4:39     |  |
| 6.  | «That Tears Shall Drown the Wind» | 5:23     |  |
| 7.  | «Black & Blue»                    | 2:07     |  |
| 8.  | «Bang Bang»                       | 4:18     |  |
| 9.  | «Alpha Man»                       | 4:33     |  |
| 10. | «Cannibal»                        | 4:15     |  |
| 11. | «Dying Room»                      | 3:54     |  |
| 12. | «Evermore & Again»                | 5:34     |  |

## Músicos
- Wayne Hussey: voz
- Mark Thwaite: guitarra eléctrica
- Andy Cousin: bajo
- Rick Carter: teclados
- Mick Brown: batería